# Weding
Weding is een bestuurslaag in het regentschap Demak van de provincie Midden-Java, Indonesië. Weding telt 7134 inwoners (volkstelling 2010).